# Houtain-le-Mont
Houtain-le-Mont is een gehucht in de Belgische provincie Waals-Brabant. Het ligt in Houtain-le-Val, een deelgemeente van Genepiën. Houtain-le-Mont ligt op de hoogte ten zuidwesten van het centrum van Houtain-le-Val, dat in de Dijlevallei ligt.

## Geschiedenis
Op de Ferrariskaart uit de jaren 1770 is de plaats aangeduid als het dorp Houtain le Mont, net ten zuidwesten van van Houtain le Val. Op het eind van het ancien régime werd Houtain-le-Mont een gemeente, maar deze werd al in 1811 opgeheven en bij de gemeente Houtain-le-Val aangehecht.
Deelgemeenten: Baisy-Thy · Bousval · Genepiën · Glabais · Houtain-le-Val · Loupoigne · Oud-Genepiën · Ways

Overige plaatsen: La Bruyère · Bruyère Madame · Baisy · Basse-Laloux · Le Chantelet· Chênemont · Dernier Patard · La Falise · Ferrières · Les Flamandes · Fonteny · Foriest · Fosty · Hattain · Houtain-le-Mont · La Hutte · La Motte  · Loncée · Maison du Roi · Noirhat · Pallandt · Promelles · Quatre Bras · Ry-d'Hez · Sclage · Thy · Trou-du-Bois · Vieux Manants · Wanroux

Belgische gemeenten · Arrondissement Nijvel · Waals-Brabant · Wallonië